# Stazione di Baggiovara Ospedale
La stazione di Baggiovara Ospedale è una fermata ferroviaria posta sulla linea Modena-Sassuolo, a servizio dell'ospedale di Baggiovara, il principale ospedale della città di Modena, posto nell'omonima frazione di Baggiovara.
La stazione è gestita da Ferrovie Emilia Romagna (FER).

## Storia
La fermata di Baggiovara Ospedale venne attivata il 31 ottobre 2005.

## Struttura e impianti
La fermata presenta un unico binario, servito da un marciapiede destinato al servizio viaggiatori. Si accede alla fermata direttamente dal piazzale esterno dell'ospedale di Baggiovara, che ospita anche la fermata degli autobus urbani e parcheggi per autovetture. La pensilina del marciapiede ferroviario è in comune con la fermata degli autobus.
Il marciapiede è alto 55 cm. Non sono presenti sottopassi.
Il sistema di informazioni ai viaggiatori è sonoro e video.

## Movimento
La fermata è servita dai treni regionali in servizio sulla tratta Modena-Sassuolo. I treni sono svolti da Trenitalia Tper nell'ambito del contratto di servizio stipulato con la regione Emilia-Romagna.
Dal 15 settembre 2019 i treni di questa linea sono cadenzati ogni 40 minuti e ciascun treno effettua tutte le fermate.
A novembre 2019, la stazione risultava frequentata da un traffico giornaliero medio di circa 327 persone (151 saliti + 176 discesi).